# Waldrausch (Roman)
Waldrausch ist ein Roman des deutschen Schriftstellers Ludwig Ganghofer. Dieser Roman ist 1908 erstmals erschienen und gehört somit zum Spätwerk des Schriftstellers.

## Einführung
Die Handlung des Romans spielt sich im Zeitalter der beginnenden Industrialisierung (Ende 19. / Anfang 20. Jahrhundert) ab. In einem kleinen, näher nicht definierten – jedoch seit Jahrhunderten unberührten – Bergtal der Bayerischen Alpen zieht die ‚neue’ Zeit des Umbruchs ein. Der Bau einer Talsperre und die Regulierung des unterhalb liegenden Baches, im Roman ‚Wildach’ genannt, sollen die unterhalb liegenden Fluren, sowie die Ortschaft und ihre Bewohner zukünftig von Überflutungen bei Hochwasser schützen.
Die konservativen Talbewohner werden jäh aus ihrem ‚Dornröschenschlaf’ gerissen und mit nahezu unlösbaren Problemen konfrontiert.

## Hauptfiguren des Romans

### Ambros Lutz
Im Mittelpunkt des Romans steht der Wasserbauingenieur Ambros Lutz, Sohn des früher im Ort wirkenden Dorfarztes, der die Notwendigkeit der Regulierung der Wildach erkennt. Ihm gelingt es auch die Zustimmung der Behörden zum Bau einer Talsperre im Tal zu erlangen. Als die Bauausführung Ambros Lutz anvertraut wird, sieht sich dieser mit weiteren Problemen konfrontiert. Da im gesamten Tal nur einhundert einheimische Arbeiter für den Bau aufzutreiben sind, sieht sich Ambros veranlasst weitere vierhundert Gastarbeiter aus Italien zu beschaffen, was für weitere Unruhe und Aufregung im Dorf sorgt. Immer wieder kommt es zu Streitereien und Konfrontationen zwischen der einheimischen Bevölkerung und den Italienern. Ambros gelingt es durch geschicktes und ausgleichendes Taktieren zwischen den Einheimischen und den Italienern den Frieden zu erzwingen.
Neben Ambros Lutz sind es noch weitere vier Hauptprotagonisten, welche die Handlung des Romans bestimmen.

### Toni Sagenbacher
Eine wesentliche Rolle spielt Toni Sagenbecher, der jüngere Sohn der verwitweten „Lahneggerin“ von Lahneggerhof; er ist ein Jugendfreund des Ambros und auch später mit ihm freundschaftlich verbunden. Von seinem älteren Bruder Krispin Sagenbacher, der Jungbauer am Lahneggerhof wurde, wird Toni regelmäßig drangsaliert und benachteiligt.

### Beda
Beda ist das uneheliche Kind eines Malers und der Tochter der ‚Wildacherin’, die bei Bedas Geburt stirbt. Beda wächst als Waise bei ihrer ‚Ahnl’, der alten Wildacherin auf, welche die Beda in ‚Zucht und Ordnung’ erzieht.

### Herzogin
Eine wichtige Rolle fällt der ‚Frau Herzogin’ im Roman zu, die im hochherrschaftlichen Schlösschen des Ortes den Sommer verbringt. Ganghofer beschreibt sie als Mitglied des deutschen Hochadels, jedoch ohne weitere Preisgabe der wahren Identität der ‚Frau Herzogin’. Auf keiner Seite des Romans wird die Identität dieser Figur preisgegeben. Weder Vor- noch Nachname der ‚Frau Herzogin’ werden im Roman genannt. Die Herzogin wird als eine märchenhaft schöne jedoch kränkliche Frau dargestellt, in die sich Ambros Lutz bei seiner ersten Begegnung mit ihr, verliebt. Durch eine aufgezwungene Ehe ohne Liebe ist sie todunglücklich und sucht als begnadete Violinistin Trost in der Musik.

### Waldrauscher
Eine sonderliche, etwas „verschrobene“, jedoch sympathische Figur im Roman ist der Waldrauscher. Wie alt er ist, weiß niemand. Manche schätzen ihn auf 70, 80, manche auf 100 Jahre. Auch sein wahrer Name bleibt unbekannt, er ist im Dorf nur unter dem Namen „Waldrauscher“ bekannt. Er lebte vom Sammeln des Waldrausches und der Beeren, die er an Apotheker der Gegend verkauft. Er scheint mit der Natur, sowie dem „Rauschen des Waldes“ sehr vertraut zu sein, und kennt die Auswirkungen dieses Rauschens auf die Menschen.
Zwischen dem Waldrauscher und der Herrschaft in ‚Schlössel’ existiert eine geheime, vermutlich seit Jahren bestehende Beziehung, die jedoch im Roman nicht aufgedeckt wird. Der Leser kann nur vermuten, dass es sich wahrscheinlich um eine längst verflossene Liebesbeziehung zwischen dem Waldrauscher in jungen Jahren und einer Ahnin der jetzigen Herzogin handelte, der die junge ‚Frau Herzogin’ zum Verwechseln ähnlich sieht.

## Inhalt
Der Roman beginnt in einem Frühling, in dem das Blühen des ‚verrückten’ Waldes die Einwohner des Dorfes „rauschig“ macht, als Ambros Lutz nach Jahren wieder in sein Heimatdorf kommt, um hier eine Talsperre zu bauen. Einen Widersacher findet er in dem reichen Jungbauern Krispin Sagenbacher, welcher die Bauern der Gegend gegen den Bau der Talsperre zu beeinflussen sucht.
Zwischen den genannten Hauptfiguren des Romans entwickeln sich parallel zwei Liebesgeschichten. Toni und Beda verlieben sich – trotz der Missgunst von Tonis älteren Bruder Krispin – des Erben des Lahneggerhofes – ineinander. Krispin ist jedoch bestrebt, seinem rechtschaffenen Bruder Toni die Beda auszuspannen, um diese für sich zu gewinnen. Durch Intrigen versucht er Toni mit einer verwitweten Bäuerin im 'Unterland' zu verkuppeln. Dieser Versuch missglückt jedoch gründlich und Krispin ist es, der die Bäuerin heiraten muss, da er sie vorher geschwängert hatte.
Ambros Lutz ist nicht nur Wasserbauer, sondern auch ein talentierter Pianist; er wird von der Herzogin zufällig beim Klavierspiel belauscht und zum Musizieren in das herzogliche Schlösschen eingeladen. Die Liebe zur Musik und das gemeinsame Spielen ist es, das die beiden eigentlich unbeabsichtigt näher bringt. Ambros macht die Frau Herzogin mit den Werken Beethovens und Mozarts bekannt. Durch dieses Musizieren fühlt sich die junge Frau zu Ambros Lutz immer mehr hingezogen und Ambros ergeht es ebenso. Zwischen den beiden entsteht eine Vertrautheit, die letztlich in heftiger Zuneigung und Liebe gipfelt.
Ambros Mutter bleibt die Ruhelosigkeit ihres Sohnes nicht verborgen. Die alte Dame sucht deshalb die Herzogin auf, welche ihr ihre Liebe zu Ambros beichtet, und Frau Lutz stellt erschüttert fest welch „reine Seele“ in der Herzogin wohnt.
Inmitten des „verrückten Blühens“ des Waldes, das ein Arbeiten an der Talsperre nur in der Nacht ermöglicht, zieht ein Unwetter auf, welches mit flutenden Wassermassen das werdende Bauwerk durch einen Dammbruch zu zerstören droht. Da die einheimischen Bauarbeiter, sowie die Dorfgemeinschaft nicht bereit sind an der Rettung des bedrohten Bauwerkes mitzuwirken, schreibt die Herzogin an den Bürgermeister und den Ortspfarrer einen Brief, in dem sie mitteilt, „dass sie ihrer Lebtag nimmer ins Tal kommen tät und alle Stiftungen auflassen, die s’ jeden Sommer für die Kirche und für’n Gemeindesäckel macht.“ Dank dieser Warnung gelingt es letztlich den Einheimischen gemeinsam mit den italienischen Bauarbeitern im stundenlangen Kampf mit den Naturfluten den Damm so zu schützen, dass er den riesigen Wassermassen standhält. Zum Schluss gelingt es – nach nahezu unüberwindbaren Hindernissen – Ambros Lutz doch, die Vollendung des kühnen Bauwerkes zu einem guten Ende zu bringen.
Nach einer heftigen Auseinandersetzung mit ihrem Gemahl, der sich zur beginnenden Jagdsaison im Tal einfindet, verlässt die Herzogin als sterbenskranke Frau, die an Tuberkulose leidet, das Tal, um nie mehr wiederzukommen. Ihre Liebe zu Ambros Lutz bleibt unerfüllt. Ihre Hofdame Baroneß Johanna von Zieblingen schreibt Ambros einen erschütternden Abschiedsbrief, wo sie unter anderem berichtet: "Ihre Hoheit traten gestern in Begleitung eines ärztlichen Trains die Reise nach dem Süden an, um den Winter zur letzten Fristung einer bis zum äußersten erschütterten Gesundheit in Ägypten zu verbringen. Neuerliche Blutungen der zarten Atmungswege, wie sie schon in früheren Jahren lebensbedrohend aufgetreten waren, haben jede Hoffnung auf Erhaltung dieses kostbaren Lebens ausgelöscht. [...] Auch Sie dürfen Beruhigung und Trost in dem Bewußtsein finden, daß Sie nur reines Glück und heiligen Wert in ein freudenloses Leben brachten."
Von der Nachricht tief erschüttert verlässt Ambros noch am Tag der Einweihung seines großen Werkes gemeinsam mit seiner Mutter das Tal. Die Einweihungszeremonie wartet er nicht mehr ab.

## Sonstiges
Der Roman Waldrausch gehört zum Spätwerk des Schriftstellers. Zur Zeit der Entstehung dieses Buches hatte Ganghofer bereits den Hauptteil seiner Bücher geschrieben und mit Erfolg veröffentlicht. Mit Waldrausch hatte Ganghofer einen überdurchschnittlichen schriftstellerischen Erfolg, was sich auch in unzähligen Neuauflagen dieses Werkes niederschlägt.
Der Roman ist wie alle Werke Ganghofers seit seinem 70. Todestag 1990 nach deutschem Urheberrecht nicht mehr geschützt. Daher werden mehrere preisgünstige Printausgaben und elektronische Fassungen angeboten.
Ganghofers Erzählsprache ist Hochdeutsch. Die Äußerungen der einheimischen Bevölkerung sowie die sonderbaren Gstanzln des Waldrauschers sind in österreichisch-bairischem Dialekt geschrieben.

## Verfilmungen
Nach der Vorlage dieses sehr erfolgreichen Romans entstanden drei deutsche Literaturverfilmungen:
- 1939 nach einer Drehbuchvorlage von Regisseur Paul Ostermayr
- 1962 ebenfalls von Paul Ostermayr
- 1977 nach einem Drehbuch und Regie von Horst Hächler

Alle drei Verfilmungen wurden modifiziert und zum Teil modernisiert. Sie weichen von der literarischen Vorlage sowie dem Originaltext des Romans deutlich ab.